# Швидкісний бомбардувальник

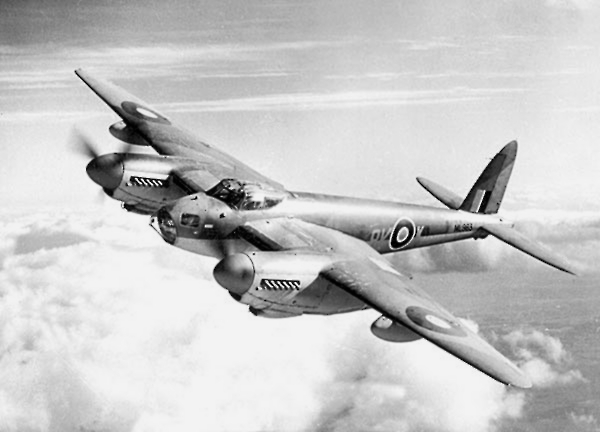
Американський швидкісний бомбардувальник de Havilland Mosquito часів Другої світової війни — ймовірно найвдаліша версія швидкісного бомбардувальника тогодення

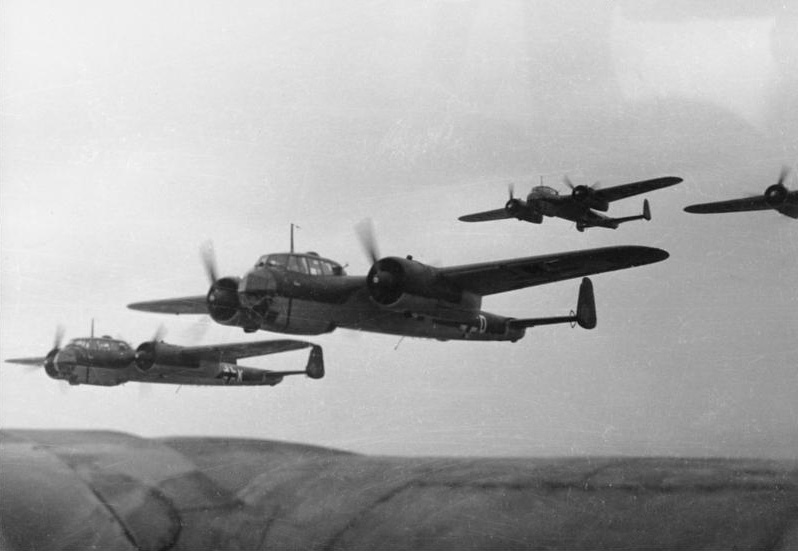
Німецькі швидкісні бомбардувальники Do 17. Східний фронт.

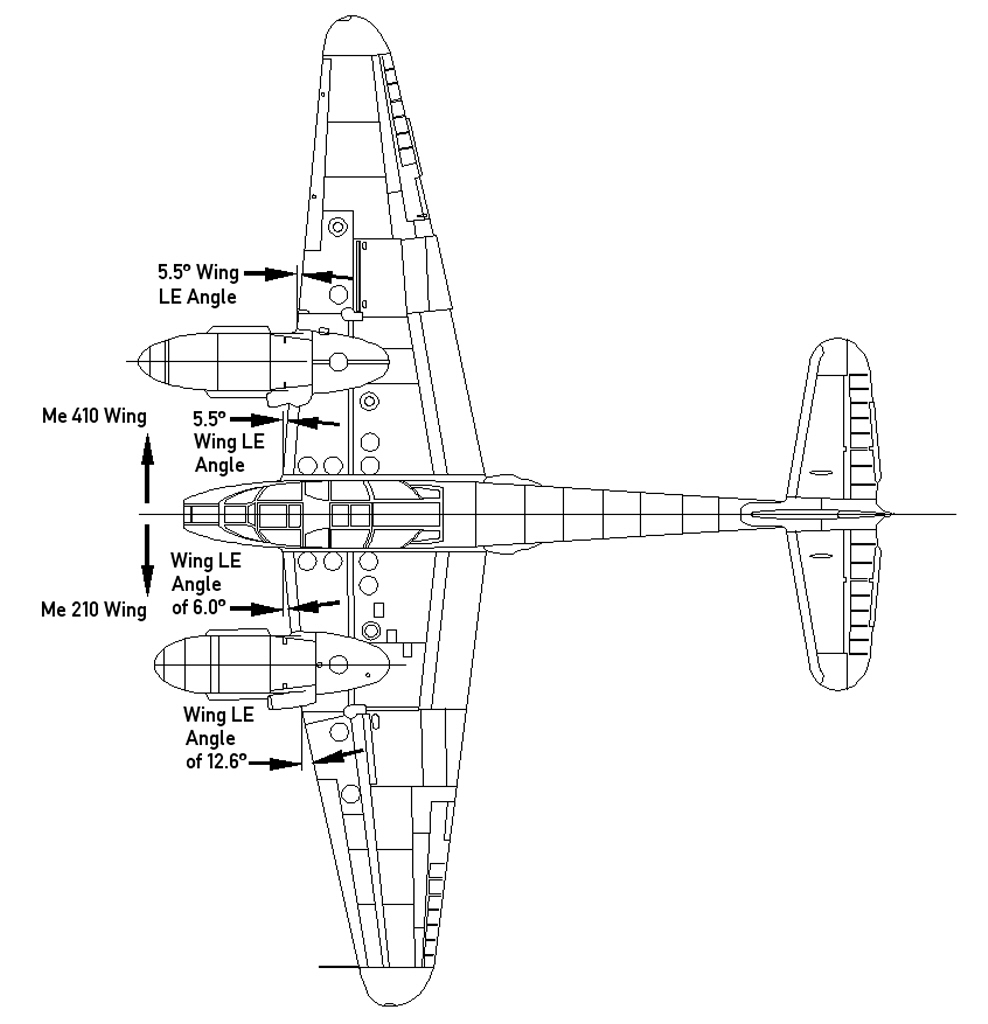
Схематичне зображення німецького класичного варіанту швидкісного бомбардувальника Messerschmitt Me 410

Швидкісний бомбардувальник — концептуальний різновид бомбардувальників, спеціально спроєктованих у середині 1930-х років, який за задумом конструкторів призначався для досягнення літаками бомбардувальної авіації переваги перед супротивником за рахунок підвищеної швидкості польоту на різних висотах. Досягнення таких властивостей здійснювалося за рахунок зниження захисного озброєння, а саме зменшення лобового опору (на літаках не було башточки, гондоли або кулеметних установок, що виступали за межі фюзеляжу), а також ваги (без гарматного озброєння, надлишків боєприпасів або скорочення членів екіпажу необхідних на борту), що призводить до підвищення льотних характеристик, у першу чергу швидкісних.

## Історія
Основоположниками концепції швидкісних бомбардувальників стали німці. Першим літаком, побудованим за цією концепцією, став одномоторний Хенкель Хе-70, незабаром замінений на двомоторний Дорньє До-17. На льотних змагання 1937 року у Швейцарії До 17 показали значимість цієї концепції, літаки встановили навіть декілька рекордів швидкості польоту. Однак, з досвіду Громадянської війни в Іспанії було з'ясновано, що навантажені До-17 не володіли достатньою швидкістю для виключення можливості їх перехоплення винищувачами-перехоплювачами.
Однак, через стрімкий розвиток винищувальної авіації, й перехід військово-повітряних сил більшості країн з біпланів на моноплани та відповідне зростання тактико-технічних характеристик винищувачів, подальші перспективи щодо застосування швидкісних бомбардувальників поступово розвіялися. Так, одні з найвдаліших бомбардувальників такого плану До-17 зазнали значних втрат від дії винищувачів типу «Спітфайер» та «Харрікейн», й вже у 1940 році їх перестали випускати.
Водночас, німці не припинили спроб створити літак бомбардувальної авіації, що міг змагатися у швидкості з перехоплювачами та продовжували роботу щодо створення більш досконалих зразків цього типу, який мусив перемогти британські та американські винищувачі. До класу швидкісних бомбардувальників можна віднести Junkers Ju 88, Messerschmitt Me 410 та Arado Ar 234 Blitz. Ще декілька зразків було розроблено, але увійшли до строю за іншими функційними призначеннями, як-то Heinkel He 219, як нічний винищувач, Dornier Do 335, як важкий винищувач. У липні 1939 Люфтваффе розпочало проєктування найдосконалішого зразка, так званого бомбардувальника Bomber B, що мав об'єднати найкращі досягнення літаків цього типу. Однак, через проблеми створення відповідного авіаційного двигуна, усі розробки не були завершені, й літак лишився тільки в проєктній документації.